# Hà Hồng Hạnh
Hà Hồng Hạnh (sinh ngày 18 tháng 11 năm 1976) là nữ Đại biểu Quốc hội nước Cộng hòa xã hội chủ nghĩa Việt Nam. Bà hiện là Chủ tịch Hội Nông dân tỉnh Khánh Hòa, Ủy viên Ủy ban Kinh tế của Quốc hội, Đại biểu Quốc hội khóa XV từ Khánh Hòa. Bà từng đảm nhiệm hầu hết các chức vụ của Hội Nông dân tỉnh Khánh Hòa.
Hà Hồng Hạnh là đảng viên Đảng Cộng sản Việt Nam, học vị Kỹ sư Kinh tế thủy sản, Cao cấp lý luận chính trị. Bà có sự nghiệp đều công tác ở quê nhà Khánh Hòa.

## Xuất thân và giáo dục
Hà Hồng Hạnh sinh ngày 18 tháng 11 năm 1976, quên quán tại xã Vĩnh Hiệp, thành phố Nha Trang, tỉnh Khánh Hòa. Bà lớn lên và tốt nghiệp phổ thông ở Nha Trang, theo học đại học ở Thành phố Hồ Chí Minh và tốt nghiệp Kỹ sư Kinh tế thủy sản. Bà được kết nạp Đảng Cộng sản Việt Nam vào ngày 28 tháng 3 năm 2006, trở thành đảng viên chính thức sau đó 1 năm, từng theo học các khóa chính trị ở Học viện Chính trị Quốc gia Hồ Chí Minh và tốt nghiệp Cao cấp lý luận chính trị.

## Sự nghiệp
Tháng 4 năm 2002, Hà Hồng Hạnh được tuyển dụng công chức vào Hội Nông dân tỉnh Khánh Hòa, được phân công làm Chuyên viên Ban Tuyên huấn. Sang tháng 8 năm 2003, bà được điều chuyển sang làm Chuyên viên Văn phòng Hội Nông dân tỉnh. Đến tháng 8 năm 2008, bà được bầu làm Ủy viên Ban Chấp hành Hội Nông dân tỉnh, nhậm chức Phó Chánh Văn phòng Hội Nông dân tỉnh Khánh Hòa. Vào tháng 5 năm 2010, bà được bầu làm Ủy viên Ban Thường vụ Hội Nông dân tỉnh, là Chủ tịch Công đoàn cơ sở, kiêm Chánh Văn phòng Hội Nông dân tỉnh, bên cạnh đó là Ủy viên Ban Chấp hành Hội Liên hiệp Phụ nữ tỉnh Khánh Hòa. Vào tháng 4 năm 2013, bà được luân chuyển làm Trưởng Ban Kinh tế – Xã hội của Hội Nông dân tỉnh, đến tháng 7 năm 2018 thì được bổ nhiệm làm Phó Chủ tịch Hội Nông dân tỉnh Khánh Hòa, kiêm Giám đốc Quỹ Hỗ trợ Nông dân Khánh Hòa.
Năm 2021, với sự giới thiệu của Ủy ban Mặt trận Tổ quốc Việt Nam tỉnh, Hà Hồng Hạnh tham gia ứng cử đại biểu Quốc hội từ Khánh Hòa, thuộc đơn vị bầu cử số 3 gồm thành phố Cam Ranh, huyện Khánh Vĩnh, Diên Khánh, Cam Lâm, Khánh Sơn, Trường Sa, rồi trúng cử Đại biểu Quốc hội khóa XV với tỷ lệ 70,72%. Trong nhiệm kỳ này, bà được phê chuẩn làm Ủy viên Ủy ban Kinh tế của Quốc hội. Sang tháng 6 năm 2022, bà được bầu làm Chủ tịch Hội Nông dân tỉnh Khánh Hòa.